# Ферронетти, Дамиано
Дамиано Ферронетти (итал. Damiano Ferronetti; 1 ноября 1984, Альбано-Лациале, Италия) — итальянский футболист, защитник.

## Карьера

### Клубная
Ферронетти — воспитанник «Ромы», но за родной клуб провёл всего один матч. В 2003 году был отдан в аренду «Триестине», где провёл удачный сезон, сыграв за этот клуб 30 матчей, но «Роме» он оказался не нужен и в 2004 году был отдан в «Парму», как часть сделки по Маттео Феррари . В этом клубе Ферронетти провёл три сезона, но закрепиться в основе так и не смог, сыграв 38 матчей. В 2007 году «Парма» обменяла Ферронетти на игрока «Удинезе» Дамиано Зенони.
Перед началом сезона 2012/13 перешёл из «Удинезе» в «Торино», контракт с которым рассчитан до июля 2014 года.

### В сборной
Ферронетти играл во всех юношеских сборных Италии (в составе команды до 19 лет в 2003 году стал чемпионом Европы). В 2006 году участвовал в молодёжном чемпионате мира.